# بید بوث
بید بوث (نام علمی: Salix boothii) نام یک گونه از سرده بید است.